# Unterseeboot 73 (1940)
Pour les articles homonymes, voir Unterseeboot 73.
L'Unterseeboot 73 ou U-73 est un sous-marin allemand (U-Boot) de type VII.B construit pour la Kriegsmarine pendant la Seconde Guerre mondiale.

## Construction
L'U-73 fait partie du programme 1937-1938 pour une nouvelle classe de sous-marins océaniques. Il est de type VII B lancé entre 1936 et 1940. Construit dans les chantiers de Bremer Vulkan-Vegesacker Werft à Brême, la quille du U-73 est posée le 5 novembre 1939 et il est lancé le 27 juillet 1940. L'U-73 entre en service deux mois plus tard.

## Historique
Mis en service le 30 septembre 1940, l'U-73 est utilisé comme sous-marin d'entrainement (bateau-école) au sein de la 7. Unterseebootsflottille à Kiel.

Le 1er février 1941, l'U-73 devient opérationnel toujours dans la 7. Unterseebootsflottille, à Kiel, puis à la base sous-marine de Saint-Nazaire en France.
Il réalise sa première patrouille de guerre, quittant le port d'Heligoland, le 8 février 1941, sous les ordres du Kapitänleutnant Helmut Rosenbau. Il rejoint la base sous-marine de Lorient le 2 mars 1941 au terme de vingt-trois jours de croisière et après avoir coulé un navire marchand de 4 260 tonneaux.
L'Unterseeboot 73 a effectué quinze patrouilles ; il a coulé huit navires marchands pour un total de 43 945 tonneaux, quatre navires de guerre pour un total de 22 947 tonnes et a endommagé trois navires marchands pour un total de 22 928 tonneaux, passant un total de 387 jours en mer.
Sa quinzième patrouille commence  le 4 décembre 1943, du port de Toulon, sous les ordres de l'Oberleutnant zur See Horst Deckert. Après avoir endommagé le 16 décembre 1943 un navire marchand de 7 176 tonneaux du convoi GUS 24 en Méditerranée au nord-ouest d'Oran, l'U-73 est repéré par le destroyer américain USS Woolsey, l'un des bâtiments d'escorte du convoi. Il est coulé par des charges de profondeurs ainsi que par des coups de canon des destroyers USS Woolsey et USS Trippe, à la position géographique de 36° 07′ N, 0° 50′ O. 
L'attaque coûte la vie de seize des cinquante membres d'équipage.

## Affectations
- 7. Unterseebootsflottille à Kiel du 30 septembre 1940 au 31 janvier 1941 (entraînement)
- 7. Unterseebootsflottille à Kiel/Saint-Nazaire du 1er février 1941 au 1er janvier 1942 (service actif)
- 29. Unterseebootsflottille à Toulon du 1er janvier 1942 au 16 décembre 1943 (service actif)

## Commandements
- Kapitänleutnant Helmut Rosenbaum du 30 septembre 1940 au 10 septembre 1942
- Oberleutnant zur See Horst Deckert du 1er octobre 1942 au 16 décembre 1943

## Patrouilles
|       | Commandant              | Départ            | Départ        | Arrivée          | Arrivée       | Jours     | Succès   |
| ----- | ----------------------- | ----------------- | ------------- | ---------------- | ------------- | --------- | -------- |
| 1     | Kptlt. Helmut Rosenbaum | 8 février 1941    | Heligoland    | 2 mars 1941      | Lorient       | 23 jours  | 4 260    |
| 2     | Kptlt. Helmut Rosenbaum | 25 mars 1941      | Lorient       | 24 avril 1941    | Saint-Nazaire | 31 jours  | 31 003   |
| 3     | Kptlt. Helmut Rosenbaum | 20 mai 1941       | Saint-Nazaire | 24 juin 1941     | Saint-Nazaire | 36 jours  |          |
|       | Kptlt. Helmut Rosenbaum | 29 juillet 1941   | Saint-Nazaire | 2 août 1941      | Saint-Nazaire | 5 jours   |          |
| 4     | Kptlt. Helmut Rosenbaum | 7 août 1941       | Saint-Nazaire | 7 septembre 1941 | Saint-Nazaire | 32 jours  |          |
| 5     | Kptlt. Helmut Rosenbaum | 11 octobre 1941   | Saint-Nazaire | 11 novembre 1941 | Saint-Nazaire | 32 jours  |          |
| 6     | Kptlt. Helmut Rosenbaum | 4 janvier 1942    | Saint-Nazaire | 12 février 1942  | La Spezia     | 40 jours  |          |
| 7     | Kptlt. Helmut Rosenbaum | 16 mars 1942      | La Spezia     | 26 mars 1942     | La Spezia     | 11 jours  |          |
| 8     | Kptlt. Helmut Rosenbaum | 4 août 1942       | La Spezia     | 5 septembre 1942 | La Spezia     | 33 jours  | 22 600   |
| 9     | Oblt. Horst Deckert     | 20 octobre 1942   | La Spezia     | 19 novembre 1942 | La Spezia     | 31 jours  | 7 453    |
| 10    | Oblt. Horst Deckert     | 1er décembre 1942 | La Spezia     | 8 décembre 1942  | La Spezia     | 8 jours   |          |
| 11    | Oblt. Horst Deckert     | 22 décembre 1942  | La Spezia     | 13 janvier 1943  | La Spezia     | 23 jours  | 7 431    |
| 12    | Oblt. Horst Deckert     | 12 juin 1943      | La Spezia     | 1er juillet 1943 | Toulon        | 20 jours  | 9 897    |
| 13    | Oblt. Horst Deckert     | 2 août 1943       | Toulon        | 29 août 1943     | Toulon        | 28 jours  |          |
| 14    | Oblt. Horst Deckert     | 5 octobre 1943    | Toulon        | 30 octobre 1943  | Toulon        | 26 jours  |          |
| 15    | Oblt. Horst Deckert     | 4 décembre 1943   | Toulon        | 16 décembre 1943 | Coulé         | 13 jours  | 7 176    |
| Total | Total                   | Total             | Total         | Total            | Total         | 387 jours | 89 820 t |

Note : Kptlt. = Kapitänleutnant - Oblt. = Oberleutnant zur See

### Opérations Wolfpack
L'U-73 a opéré avec les Wolfpacks (meutes de loup) durant sa carrière opérationnelle:
- West (31 mai 1941 - 16 juin 1941)
- Kurfürst (16 juin 1941 - 20 juin 1941)
- Grönland (12 août 1941 - 27 août 1941)
- Reissewolf (21 octobre 1941 - 31 octobre 1941)
- Wal (10 novembre 1942 - 15 novembre 1942)

## Navires coulés
L'Unterseeboot 73 a coulé 8 navires marchands pour un total de 43 945 tonneaux, 4 navires de guerre pour un total de 22 947 tonnes, et a endommagé 3 navires marchands pour un total de 22 928 tonneaux au cours des 15 patrouilles (387 jours en mer) qu'il effectua.
| Date             | Nom                 | Nationalité     | Tonnage (GRT) | Fait      |
| ---------------- | ------------------- | --------------- | ------------- | --------- |
| 24 mars 1941     | Waynegate           | Grande-Bretagne | 4 260         | Coulé     |
| 3 avril 1941     | Alderpool           | Grande-Bretagne | 4 313         | Coulé     |
| 3 avril 1941     | British Viscount    | Grande-Bretagne | 6 875         | Coulé     |
| 3 avril 1941     | Indier              | Belgique        | 5 409         | Coulé     |
| 3 avril 1941     | Westpool            | Grande-Bretagne | 5 724         | Coulé     |
| 20 avril 1941    | SS Empire Endurance | Grande-Bretagne | 8 570         | Coulé     |
| 20 avril 1941    | HMS ML 1003         | Grande-Bretagne | 46            | Coulé     |
| 20 avril 1941    | HMS ML 1037         | Grande-Bretagne | 46            | Coulé     |
| 11 août 1942     | HMS Eagle           | Grande-Bretagne | 22 600        | Coulé     |
| 14 novembre 1942 | Lalande             | Grande-Bretagne | 7 453         | Endommagé |
| 1er janvier 1943 | Arthur Middleton    | USA             | 7 176         | Coulé     |
| 1er janvier 1943 | LCT-21              | USA             | 255           | Coulé     |
| 21 juin 1943     | Brinkburn           | USA             | 1 598         | Coulé     |
| 27 juin 1943     | Abbeydale           | Grande-Bretagne | 8 299         | Endommagé |
| 16 décembre 1943 | John S. Copley      | USA             | 7 176         | Endommagé |